# Letsholathebe
Letsholathebe is een dorp in het district North-East in Botswana. De plaats telt 613 inwoners (2011).